# Borek-Futor
Borek-Futor (biał. Хутар-Барок, Chutar-Barok; ros. Хутор-Борок, Chutor-Borok) – wieś na Białorusi, w obwodzie mińskim, w rejonie stołpeckim, w sielsowiecie Szaszki, nad Sułą.

## Historia
W dwudziestoleciu międzywojennym leżał w Polsce, w województwie nowogródzkim, w powiecie stołpeckim, do 1 kwietnia 1927 w gminie Zasule, następnie w gminie Stołpce. W 1921 miejscowość liczyła 428 mieszkańców, zamieszkałych w 70 budynkach, w tym 315 Polaków, 108 Białorusinów i 5 Żydów. 217 mieszkańców było wyznania prawosławnego, 206 rzymskokatolickiego i 5 mojżeszowego.
Po II wojnie światowej w granicach Związku Sowieckiego. Od 1991 w niepodległej Białorusi.